# Premio César per la migliore promessa maschile

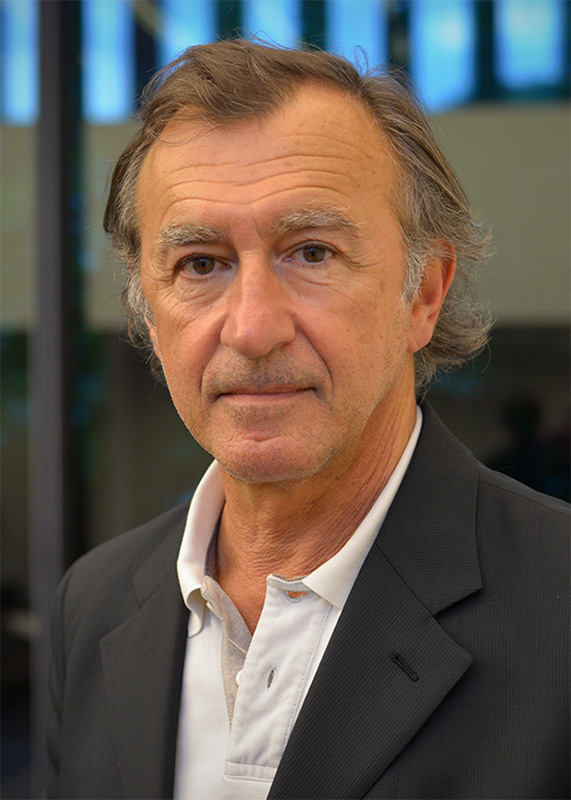
Christophe Malavoy è stato il primo vincitore del premio nel 1983

Il premio César per la migliore promessa maschile (César du meilleur espoir masculin o César du meilleur jeune espoir masculin) è un premio cinematografico assegnato annualmente dall'Académie des arts et techniques du cinéma a partire dal 1983 al miglior giovane attore emergente di un film di produzione francese uscito nelle sale cinematografiche nel corso dell'anno precedente.
Per facilitare il primo turno di voto, che determina le candidature, il Comité Révélations, costituito da direttori di casting, propone ai membri dell'Académie una preselezione di un numero massimo di venticinque attrici ed altrettanti attori scelti con un voto preliminare.

## Albo d'oro
I vincitori sono indicati in grassetto, a seguire gli altri candidati.

### Anni 1980-1989
- 1983: Christophe Malavoy - Family Rock
  - Jean-Paul Comart - La spiata (La balance)
  - Tchéky Karyo - La spiata (La balance)
  - Dominique Pinon - Il ritorno di Martin Guerre (Le retour de Martin Guerre)
- 1984: Richard Anconina - Ciao amico (Tchao Pantin)
  - Jean-Hugues Anglade - L'uomo ferito (L'homme blessé)
  - François Cluzet - Vive la sociale!
  - Jacques Penot - In nome dei miei (Au nom de tous les miens)
- 1985: Pierre-Loup Rajot - Souvenirs souvenirs
  - Xavier Deluc - La triche
  - Hippolyte Girardot - Scandalo a Palazzo (Le bon plaisir)
  - Benoît Régent - Mosse pericolose (La diagonale du fou)
- 1986: Wadeck Stanczak - Rendez-vous
  - Lucas Belvaux - Una morte di troppo (Poulet au vinaigre)
  - Jacques Bonnaffé - La Tentation d'Isabelle
  - Kader Boukhanef - Le thé au harem d'Archimède
  - Jean-Philippe Écoffey - L'Effrontée - Sarà perché ti amo? (L'Effrontée)
- 1987: Isaach de Bankolé - Black Mic Mac
  - Cris Campion - Pirati (Pirates)
  - Jean-Philippe Écoffey - Gardien de la nuit
  - Rémi Martin - Consiglio di famiglia (Conseil de famille)
- 1988: Thierry Frémont - Travelling avant
  - Cris Campion - Champ d'honneur
  - Pascal Légitimus - L'Œil au beurre noir
  - François Négret - Arrivederci ragazzi (Au revoir les enfants)
- 1989: Stéphane Freiss - Chouans!
  - Laurent Grévill - Camille Claudel
  - Thomas Langmann - Gli anni di corsa (Les années sandwiches)
  - François Négret - Furore e grida (De bruit et de fureur)

### Anni 1990-1999
- 1990: Yvan Attal - Un mondo senza pietà (Un monde sans pitié)
  - Jean-Yves Berteloot - Baptême
  - Thierry Fortineau - Commedia d'estate (Comédie d'été)
  - Melvil Poupaud - La Fille de 15 ans
  - Philippe Volter - Les bois noirs
- 1991: Gérald Thomassin - Le Petit Criminel
  - Alex Descas - Al diavolo la morte (S'en fout la mort)
  - Marc Duret - Nikita
  - Vincent Pérez - Cyrano de Bergerac
  - Philippe Uchan - Le château de ma mère
- 1992: Manuel Blanc - Niente baci sulla bocca (J'embrasse pas)
  - Guillaume Depardieu - Tutte le mattine del mondo (Tous les matins du monde)
  - Laurent Grévill - L'année de l'éveil
  - Thomas Langmann - Contro il destino (Paris s'éveille)
  - Chick Ortega - Formidabili amici... (Une époque formidable...)
- 1993: Emmanuel Salinger - La Sentinelle
  - Xavier Beauvois - Nord
  - Grégoire Colin - Olivier Olivier (Olivier, Olivier)
  - Olivier Martinez - IP5 - L'isola dei pachidermi (IP5: L'île aux pachydermes)
  - Julien Rassam - L'accompagnatrice (L'accompagnatrice)
- 1994: Olivier Martinez - Un, due, tre stella! (Un, deux, trois, soleil)
  - Guillaume Depardieu - Wild Target (Cible émouvante)
  - Mathieu Kassovitz - Meticcio (Métisse)
  - Melvil Poupaud - Le persone normali non hanno niente di eccezionale (Les gens normaux n'ont rien d'exceptionnel)
  - Christopher Thompson - Les marmottes
- 1995: Mathieu Kassovitz - Regarde les hommes tomber
  - Charles Berling - Petits arrangements avec les morts
  - Frédéric Gorny - L'età acerba (Les roseaux sauvages)
  - Gaël Morel - L'età acerba (Les roseaux sauvages)
  - Stéphane Rideau - L'età acerba (Les roseaux sauvages)
- 1996: Guillaume Depardieu - Les apprentis
  - Vincent Cassel - L'odio (La haine)
  - Hubert Koundé - L'odio (La haine)
  - Olivier Sitruk - L'esca (L'appât)
  - Saïd Taghmaoui - L'odio (La haine)
- 1997: Mathieu Amalric - Comment je me suis disputé... (ma vie sexuelle)
  - Samuel Le Bihan - Capitan Conan (Capitaine Conan)
  - Benoît Magimel - Les Voleurs
  - Bruno Putzulu - Les aveux de l'innocent
  - Philippe Torreton - Capitan Conan (Capitaine Conan)
- 1998: Stanislas Merhar - Nettoyage à sec
  - Sacha Bourdo - Western - Alla ricerca della donna ideale (Western)
  - Vincent Elbaz - Trekking (Les Randonneurs)
  - José Garcia - La verità sull'amore (La Vérité si je mens!)
  - Sergi López - Western - Alla ricerca della donna ideale (Western)
- 1999: Bruno Putzulu - Petits désordres amoureux
  - Lionel Abelanski - Train de vie - Un treno per vivere (Train de vie)
  - Guillaume Canet - La cliente (En plein coeur)
  - Romain Duris - Gadjo dilo - Lo straniero pazzo (Gadjo Dilo)
  - Samy Naceri - Taxxi (Taxi)

### Anni 2000-2009
- 2000: Éric Caravaca - C'est quoi la vie?
  - Clovis Cornillac - Karnaval
  - Romain Duris - Peut-être
  - Laurent Lucas - Haut les cœurs!

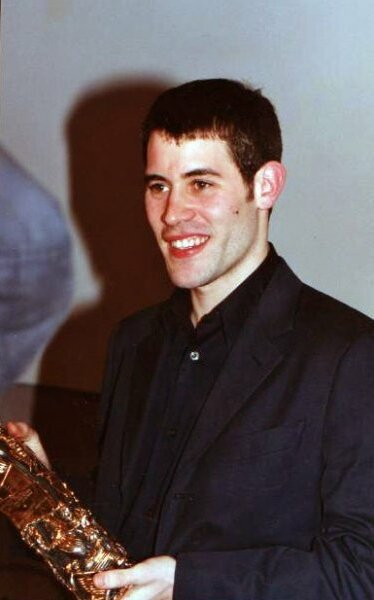
Jalil Lespert ha ricevuto il Premio César per la migliore promessa maschile nel 2001

  - Robinson Stévenin - Mauvaises fréquentations
- 2001: Jalil Lespert - Risorse umane (Ressources humaines)
  - Jean-Pierre Lorit - Un affare di gusto (Une affaire de goût)
  - Boris Terral - Le roi danse
  - Cyrille Thouvenin - La confusion des genres
  - Malik Zidi - Gocce d'acqua su pietre roventi (Gouttes d'eau sur pierres brûlantes)
- 2002: Robinson Stévenin - Mauvais genres
  - Éric Berger - Tanguy
  - Stefano Cassetti - Roberto Succo
  - Grégori Derangère - La Chambre des officiers
  - Jean-Michel Portal - La Chambre des officiers
- 2003: Jean-Paul Rouve - Monsieur Batignole
  - Lorànt Deutsch - Febbre da rigore
  - Morgan Marinne - Il figlio (Le fils)
  - Gaspard Ulliel - Baciate chi vi pare (Embrassez qui vous voudrez)
  - Malik Zidi - Un moment de bonheur
- 2004: Grégori Derangère - Bon Voyage
  - Nicolas Duvauchelle - Corpi impazienti (Les Corps impatients)
  - Pascal Elbé - Père et fils
  - Grégoire Leprince-Ringuet - Anime erranti (Les égarés)
  - Gaspard Ulliel - Anime erranti (Les égarés)
- 2005: Gaspard Ulliel - Una lunga domenica di passioni (Un long dimanche de fiançailles)
  - Osman Elkharraz - La schivata (L'esquive)
  - Damien Jouillerot - Les fautes d'orthographe
  - Jérémie Renier - Violence des échanges en milieu tempéré
  - Malik Zidi - I tempi che cambiano (Les temps qui changent)
- 2006: Louis Garrel - Les Amants réguliers (Les amants réguliers)
  - Walid Afkir - Niente da nascondere (Caché)
  - Adrien Jolivet - Zim and Co.
  - Gilles Lellouche - Ma vie en l'air
  - Aymen Saïdi - Saint-Jacques... La Mecque
- 2007
  - Malik Zidi - Les amitiés maléfiques
  - Georges Babluani - 13 Tzameti
  - Rasha Bukvic - La Californie
  - Arié Elmaleh - L'école pour tous
  - Vincent Rottiers - The Passenger
  - James Thiérrée - Désaccord parfait
- 2008: Laurent Stocker - Semplicemente insieme (Ensemble, c'est tout)
  - Nicolas Cazalé - Le fils de l'épicier
  - Grégoire Leprince-Ringuet - Les chansons d'amour
  - Johan Libéreau - I testimoni (Les témoins)
  - Jocelyn Quivrin - 99 francs
- 2009: Marc-André Grondin - Le Premier Jour du reste de ta vie
  - Ralph Amoussou - Aide-toi, le ciel t'aidera
  - Laurent Capelluto - Racconto di Natale (Un conte de Noël)
  - Grégoire Leprince-Ringuet - La Belle Personne
  - Pio Marmaï - Le Premier Jour du reste de ta vie

### Anni 2010-2019

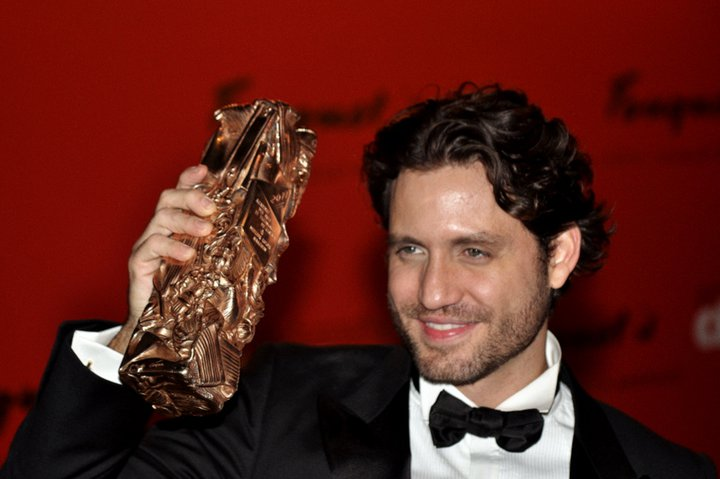
Édgar Ramírez ha ricevuto il Premio César per la migliore promessa maschile nel 2011

- 2010: Tahar Rahim - Il profeta (Un prophète)
  - Firat Ayverdi - Welcome
  - Adel Bencherif - Il profeta (Un prophète)
  - Vincent Lacoste - Il primo bacio (Les Beaux gosses)
  - Vincent Rottiers - Je suis heureux que ma mère soit vivante
- 2011: Édgar Ramírez - Carlos
  - Arthur Dupont - Noi, insieme, adesso - Bus Palladium (Bus Palladium)
  - Grégoire Leprince-Ringuet - La princesse de Montpensier
  - Pio Marmaï - D'amour et d'eau fraîche
  - Raphaël Personnaz - La princesse de Montpensier
- 2012: Grégory Gadebois - Angèle e Tony (Angèle et Tony)
  - Nicolas Bridet - Tu seras mon fils
  - Guillaume Gouix - Jimmy Rivière
  - Pierre Niney - J'aime regarder les filles
  - Dimitri Storoge - A Gang Story (Les Lyonnais)
- 2013: Matthias Schoenaerts – Un sapore di ruggine e ossa (De rouille et d'os)
  - Félix Moati - Télé gaucho
  - Kacey Mottet Klein - Sister (L'Enfant d'en haut)
  - Pierre Niney - Comme des frères
  - Ernst Umhauer - Nella casa (Dans la maison)
- 2014: Pierre Deladonchamps - Lo sconosciuto del lago (L'Inconnu du lac)
  - Paul Bartel - Les Petits Princes
  - Paul Hamy - Suzanne
  - Vincent Macaigne - La Fille du 14 juillet
  - Nemo Schiffman - Elle s'en va
- 2015: Kévin Azaïs - The Fighters - Addestramento di vita (Les Combattants)
  - Ahmed Dramé - Una volta nella vita (Les Héritiers)
  - Kirill Emelyanov - Eastern Boys
  - Pierre Rochefort - Un beau dimanche
  - Marc Zinga - Qu'Allah bénisse la France
- 2016: Rod Paradot – A testa alta (La Tête haute)
  - Swann Arlaud – Les Anarchistes
  - Quentin Dolmaire – I miei giorni più belli (Trois souvenirs de ma jeunesse)
  - Félix Moati – À trois on y va
  - Finnegan Oldfield – Les Cowboys
- 2017: Niels Schneider – Diamant noir
  - Jonas Bloquet – Elle
  - Damien Bonnard - Rester vertical
  - Corentin Fila - Quando hai 17 anni (Quand on a 17 ans)
  - Kacey Mottet-Klein - Quando hai 17 anni (Quand on a 17 ans)
- 2018: Nahuel Pérez Biscayart – 120 battiti al minuto (120 battements par minute)
  - Benjamin Lavernhe - C'est la vie - Prendila come viene (Le Sens de la fête)
  - Finnegan Oldfield - Marvin ou la Belle Éducation
  - Pablo Pauly - Patients
  - Arnaud Valois - 120 battiti al minuto (120 battements par minute)
- 2019: Dylan Robert - Shéhérazade
  - Anthony Bajon - La Prière
  - Thomas Gioria - L'affido - Una storia di violenza (Jusqu'à la garde)
  - William Lebghil - Il primo anno (Première Année)
  - Karim Leklou - Il mondo è tuo (Le monde est à toi)

### Anni 2020-2029
- 2020: Alexis Manenti – I miserabili (Les Misérables)
  - Anthony Bajon – Nel nome della terra (Au nom de la terre)
  - Benjamin Lesieur – The Specials - Fuori dal comune (Hors normes)
  - Liam Pierron – L'anno che verrà (La Vie scolaire)
  - Djebril Zonga – I miserabili (Les Misérables)
- 2021: Jean-Pascal Zadi – Semplicemente nero (Tout simplement noir)
  - Félix Lefebvre – Estate '85 (Été 85)
  - Benjamin Voisin – Estate '85 (Été 85)
  - Alexandre Wetter – Miss
  - Guang Huo – La Nuit venue
- 2022: Benjamin Voisin – Illusioni perdute (Illusions perdues)
  - Sandor Funtek – Suprêmes
  - Sami Outalbali – Una storia d'amore e di desiderio (Une histoire d'amour et de désir)
  - Thimotée Robart – Les Magnétiques
  - Makita Samba – Parigi, 13Arr. (Les Olympiades)
- 2023: Bastien Bouillon – La notte del 12 (La Nuit du 12)
  - Stefan Crepon – Peter von Kant
  - Dimitri Doré – Bruno Reidal
  - Paul Kircher – Le Lycéen
  - Aliocha Reinert - Petite Nature
- 2024: Raphaël Quenard – Chien de la casse
  - Julien Frison – Il teorema di Margherita (Le Théorème de Marguerite)
  - Paul Kircher – The Animal Kingdom (Le Règne animal)
  - Samuel Kircher – Ancora un'estate (L'Été dernier)
  - Milo Machado-Graner – Anatomia di una caduta (Anatomie d'une chute)
- 2025: Abou Sangare – La storia di Souleymane (L'Histoire de Souleymane)
  - Adam Bessa – Les Fantômes
  - Malik Frikah – L'amore che non muore (L'Amour ouf)
  - Félix Kysyl – L'uomo nel bosco (Miséricorde)
  - Pierre Lottin – L'orchestra stonata (En fanfare)